# Ho-Ho-Kus
Ho-Ho-Kus es un borough ubicado en el condado de Bergen en el estado estadounidense de Nueva Jersey. En el año 2000 tenía una población de 4.060 habitantes y una densidad poblacional de 900.9 personas por km².

## Geografía
Ho-Ho-Kus se encuentra ubicado en las coordenadas 41°0′6″N 74°6′9″O / 41.00167, -74.10250.

## Demografía
Según la Oficina del Censo en 2000 los ingresos medios por hogar en la localidad eran de $129,900 y los ingresos medios por familia eran $144,588. Los hombres tenían unos ingresos medios de $92,573 frente a los $54,091 para las mujeres. La renta per cápita para la localidad era de $63,594. Alrededor del 2.6% de la población estaba por debajo del umbral de pobreza.